# Knaphoscheid
Knaphoscheid är en ort i Luxemburg.   Den ligger i distriktet Diekirch, i den norra delen av landet, 50 kilometer norr om huvudstaden Luxemburg. Knaphoscheid ligger 492 meter över havet och antalet invånare är 180.
Terrängen runt Knaphoscheid är platt åt nordväst, men åt sydost är den kuperad.  Närmaste större samhälle är Wiltz, 5,5 kilometer söder om Knaphoscheid. 
I omgivningarna runt Knaphoscheid växer i huvudsak blandskog. Runt Knaphoscheid är det ganska glesbefolkat, med 35 invånare per kvadratkilometer.